# اسپیرنت
اسپیرنت (انگلیسی: Spirent) شرکت مخابرات بریتانیایی است، که در سال ۱۹۳۶ تأسیس شد.